# 米丘里納
47°28′55″N 34°34′25″E / 47.48194°N 34.57361°E
米丘里納（烏克蘭語：Мічуріна）是位於烏克蘭東南部的村莊，由扎波羅熱州瓦西里夫卡區的沃佳内市镇負責管轄。該村始建於1929年，面積0.21平方公里，2001年人口53，人口密度每平方公里257.3人。
2024年9月19日，乌克兰最高拉达将此村的名字改为锡米伦科韦（烏克蘭語：Симиренкове）。